# مایکل دوک
مایکل دوک، (به انگلیسی: Michael Duke) (زاده ۷ دسامبر ۱۹۴۹) بازرگان، کارآفرین و مدیر ارشد اجرایی آمریکایی است، که به‌عنوان چهارمین مدیر عامل اجرایی شرکت وال‌مارت، در فاصله سال‌های ۲۰۰۹ تا ۲۰۱۴ فعالیت می‌نمود.
مایک دوک در سال ۱۹۷۱ مدرک مهندسی صنایع را، از مؤسسه فناوری جورجیا اخذ نمود و در سال ۱۹۹۵ به کمپانی وال‌مارت پیوست. از ماه فوریه سال ۲۰۰۹ مدیرعامل شرکت خرده‌فروشی وال‌مارت شد. در سال ۲۰۱۲ به‌طور متوسط حقوقی معادل ۱۸٫۲ میلیون دلار در سال داشته‌است. وی در سال ۲۰۱۳ در جایگاه مدیرعامل والمارت، در فهرست ۱۰ فرد قدرتمند جهان از سوی مجله فوربس انتخاب گردید. اندکی پس از آن، از سوی هیئت مدیره والمارت از مدیریت این شرکت کنار گذاشته شد و داگلاس مک‌میلان جایگزین دوک گردید. وی هم‌اکنون یکی از اعضای هیئت مدیره شرکت میسیز می‌باشد.